# Listrura camposi
Listrura camposi är en fiskart som först beskrevs av Miranda Ribeiro, 1957.  Listrura camposi ingår i släktet Listrura och familjen Trichomycteridae. IUCN kategoriserar arten globalt som sårbar. Inga underarter finns listade i Catalogue of Life.